# Дудко Степан Іванович
Степан Іванович Дудко (нар. 15 листопада 1898 — пом. 23 лютого 1943) — радянський воєначальник, генерал-майор.

## Життєпис
Народився 15 листопада 1898 року в селі Гириному, нині Ямпільського району Сумської області. Українець.

### Громадянська війна в Росії
У листопаді 1917 року вступив до Червоної гвардії, з 1918 року — в Червоній армії. Учасник громадянської війни в Росії, воював червоноармійцем на Південному фронті проти білокозаків отамана Петра Краснова. У 1920 році брав участь в польсько-радянській війні командиром ескадрону на Західному фронті. Згодом повернувся на Південний фронт, де брав участь в боях проти військ барона Петра Врангеля в Криму. У 1920—1921 роках воював проти частин Революційної повстанської армії України Нестора Махна.

### Міжвоєнний період
З березня 1921 року С. І. Дудко навчався на 13-х Чугуївських кавалерійських курсах, з червня 1922 року — на 1-х Кримських кавалерійських курсах (Сімферополь) а з вересня 1923 року — в Тверській кавалерійській школі. Після завершення навчання, з червня 1926 року — командир ескадрону 45-го кавалерійського полку 11-ї кавалерійської дивізії Приволзького військового округу (Орськ). У жовтні 1931 — травні 1932 року перебував на навчанні на кавалерійських КУКС РСЧА в Новочеркаську, по закінченню яких був призначений начальником полкової школи. З березня 1935 року — начальник господарського забезпечення 69-го кавалерійського полку 12-ї кавалерійської дивізії, з вересня 1936 року — твп помічника командира полку. З грудня 1937 по травень 1938 року знову направлений на Новочеркаські кавалерійські КУКС РСЧА, після закінчення яких був призначений командиром 88-го кавалерійського полку 12-ї кавалерійської дивізії.
З березня 1941 року — командир 28-го мотоциклетного полку 26-го механізованого корпусу Північно-Кавказького військового округу.

### Німецько-радянська війна
Учасник німецько-радянської війни з 1941 року. У складі військ Західного фронту брав участь у боях під Смоленськом. У серпні 1941 року призначений командиром 120-го кавалерійського полку в Орловському військовому окрузі. З грудня того ж року — командир 4-ї кавалерійської дивізії 9-го кавалерійського корпусу Західного фронту. Брав участь у битві за Москву.
З березня 1942 року полковник С. І. Дудко призначений командиром 17-ї кавалерійської дивізії, в складі якої брав участь у Демянській наступальній операції.
З вересня 1942 року — заступник командира 8-го (з 14 лютого 1943 року — 7-го гвардійського) кавалерійського корпусу. У період з 17 по 26 жовтня 1942 року тимчасово командував цим корпусом.
10 листопада 1942 року присвоєно військове звання «генерал-майор».
У складі військ 38-ї армії Брянського (з 2 вересня — Воронезького) фронту спільно з частинами 16-го танкового корпусу і 340-ї стрілецької дивізії 8-й кк брав участь в оборонних боях на захід від Воронежа. З листопада 1942 року корпус був переданий до складу Південно-Західного фронту (з січня 1943 року — в 5-ту танкову армію цього ж фронту) і брав участь у наступі на донбаському напрямку під час Сталінградської битви.
6 лютого 1943 року 8-й кк розпочав глибокий рейд тилами супротивника в напрямку станції Дебальцеве. Зазнавши значних втрат, але так і не взявши місто, корпус закріпився в Чорнухиному, очікуючи допомоги ззовні від 3-ї гвардійської армії.
Генерал-майор С. І. Дудко загинув в бою 23 лютого 1943 року під час спроби виходу з оточення в районі північніше селища Іванівка Луганської області. Тіло було залишене на полі бою.
Після війни похований у братській могилі на Центральній площі ім. Шаймуратова селища Петровське Краснолуцької міськради Луганської області.

## Нагороди
Нагороджений орденами Леніна (1938), Червоного Прапора (1920), Вітчизняної війни 1-го ступеня (06.05.1965) і медаллю «XX років РСЧА» (1938).